# Hilmi Cem İntepe

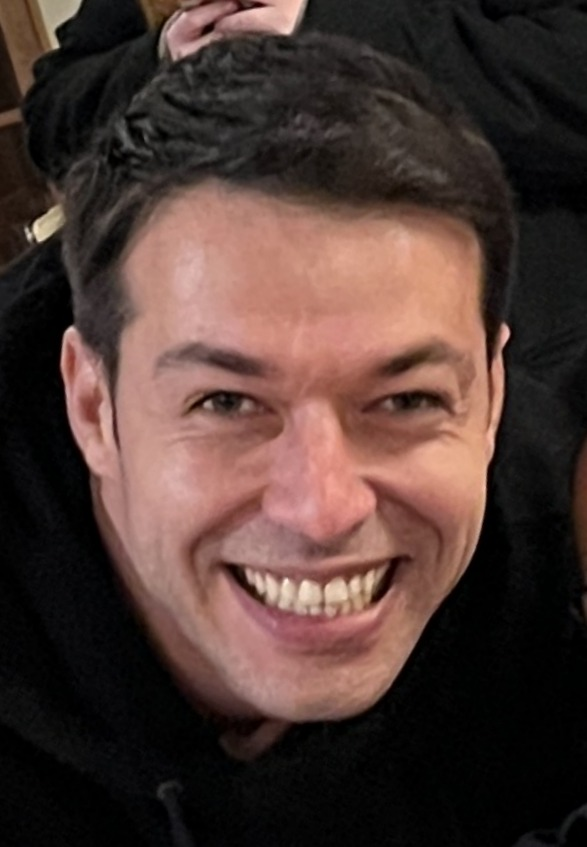
Hilmi Cem İntepe, 2023

Hilmi Cem İntepe (* 19. Mai 1992 in Muğla) ist ein türkischer Schauspieler.

## Leben
İntepe lebt mit seiner Familie in Bodrum. Mit 17 Jahren nahm er an Tanzwettbewerben teil und gewann. Im Jahr 2013 nahm er an der Reality-Show Survivor Türkiye teil, wo er ebenfalls Sieger wurde. Er wirkte in den Filmen Muhteşem Yüzyıl und Çılgın Dersane 4: Ada mit. Seit 2016 hat er die Hauptrolle des Kelebek in der türkischen Serie Bodrum Masalı. 2018 spielte er in dem Film Hürkuş: Göklerdeki Kahraman.

## Filmografie (Auswahl)
Filme
- 2014: Stajyer Mafya
- 2014: Çılgın Dersane 4: Ada
- 2018: Hürkuş: Göklerdeki Kahraman
- 2023: Sevda Mecburi İstikamet

Serien
- 2013: Muhteşem Yüzyıl
- 2013–2014: Çalıkuşu
- 2016–2017: Bodrum Masalı
- 2019: Tek Yürek
- 2020: Maria ile Mustafa
- 2021: Yeşiçam
- 2023: Tetikçinin Oğlu

Sendung
- 2012: Yetenek Sizsiniz Türkiye
- 2013: Survivor 2013
- 2015: Survivor All Star
- 2018: Survivor 2018
- 2024: Survivor 2024